# Mitteleuropa
Mitteleuropa (pronunțat [ˈmɪtl̩ʔɔɪ̯ˌʀoːpa]), însemnând Europa de Mijloc, este unul dintre termenii din limba germană care se referă la Europa Centrală. Termenul este asociat cu diverse conotații culturale, politice și istorice.

Statele din Mitteleuropa (cu albastru) și teritoriul cultural mai larg (linia externă) care la sfârșitul secolului XIX cuprindeau Imperiul German, Austro-Ungaria, Elveția, Polonia Congresului și Guvernoratul Baltic din Imperiul Rus

În viziunea prusacă a termentului de „Mitteleuropa”, acesta ar fi trebuit să fie un stat imperial pan-germanist centralizat, idee care a fost adoptată mai târziu într-o formă modificată de geopoliticienii național-socialiști.